# Don Patricio
Don Patricio, de son vrai nom Patricio Martín Díaz (né le 9 février 1993 à La Caleta, en Andalousie), est un rappeur et chanteur espagnol.

## Biographie
Il naît le 9 février 1993 à La Caleta, une ville de l'île d'El Hierro, où il vit toute son enfance. En 2011, il commence à étudier la communication audiovisuelle à l'université de Salamanque,.
Il sort sa première démo en 2011. Son morceau Nuestra playa eres tú, composé avec Jorge Pérez Quintero et Borja Jiménez Mérida (Bejo) pour le film Maktub, est nommé pour le prix de la « meilleure chanson originale » aux prix Goya 2012. Avec Bejo et Eugenio Fernández Cano (« Uge »), il est membre du groupe Locoplaya.
En 2019, il sort Contando lunares avec Cruz Cafuné, l'un des principaux succès musicaux en Europe et en Amérique latine cette année-là.
Après une période d'inactivité, Don Patricio sort le single Enchochado de ti, sorti le 25 décembre 2018. La chanson, première entrée du chanteur dans le classement PROMUSICAE, se hisse ensuite à la troisième place en Espagne, constituant le premier top 10 du chanteur et son top 3 au total.
Son deuxième single en collaboration avec Cruz Cafuné, Contando lunares, est publié le 27 janvier 2019 par le label Warner Music Group, en tant que premier single du deuxième album studio du rappeur. La chanson entre rapidement dans le classement PROMUSICAE, où elle atteint la 67e place la semaine du 1er au 7 février 2019 grimpant au cours de sa sixième semaine, il devient 1er des charts country, position qu'il conserve pendant trois semaines.

## Discographie

### Albums studio
- 2017 : Don Papaya
- 2019 : La dura vida del joven rapero

### EP
- 2017 : El reguetón está pa allá

### Singles notables
- 2019 : 22:23
- 2019 : Enchochado de ti
- 2019 : Comunicado de prensa
- 2020 : En otra historia

### Collaborations
- 2019 : Lola Bunny (avec Lola Índigo)
- 2019 : Benicàssim (Summer Series 2) (avec Juancho Marqués et InnerCut).